# Carlos Alberto (Fußballspieler, 1981)
Carlos Alberto Pereira Silveira (* 23. April 1981 in Pelotas) ist ein ehemaliger brasilianischer Mittelfeldspieler.

## Karriere
Er spielte in der Saison 2000/01 für den portugiesischen Verein SC Campomaiorense in der Primeira Liga, in der Saison 2003 in der Série A für FC São Paulo und im Jahr darauf für Botafogo FR.
In der Saison 2004/2005 spielte er für den belgischen Erstligaverein Germinal Beerschot. Weitere Stationen waren brasilianischen Erstligisten, 2005 Paysandu SC, 2008 Portuguesa und 2009 der EC Vitória. Außerdem spielte Carlos Alberto 2010 in der zweitklassigen Série B für América RN, von Januar bis Mai 2011 im Campeonato Gaúcho, der obersten Liga des brasilianischen Bundesstaates Rio Grande do Sul, für Veranópolis ECRC und von Juni bis November 2011 in der zweitklassigen Série B für CA Bragantino. Ende 2011 wechselte er zu Farroupilha de Pelotas. 2013 wechselte er zum Guarany Futebol Clube Bagé. 2014 spielte er beim EC Pelotas, der 2014 aus der viertklassigen Série D abstieg.